# Traby (Białoruś)

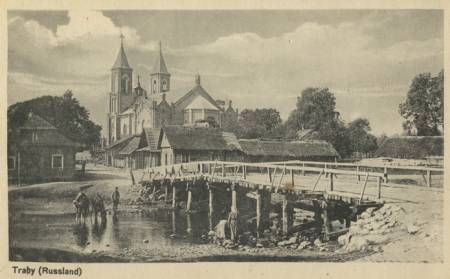
Most na Klewie i kościół w Trabach w 1916 roku

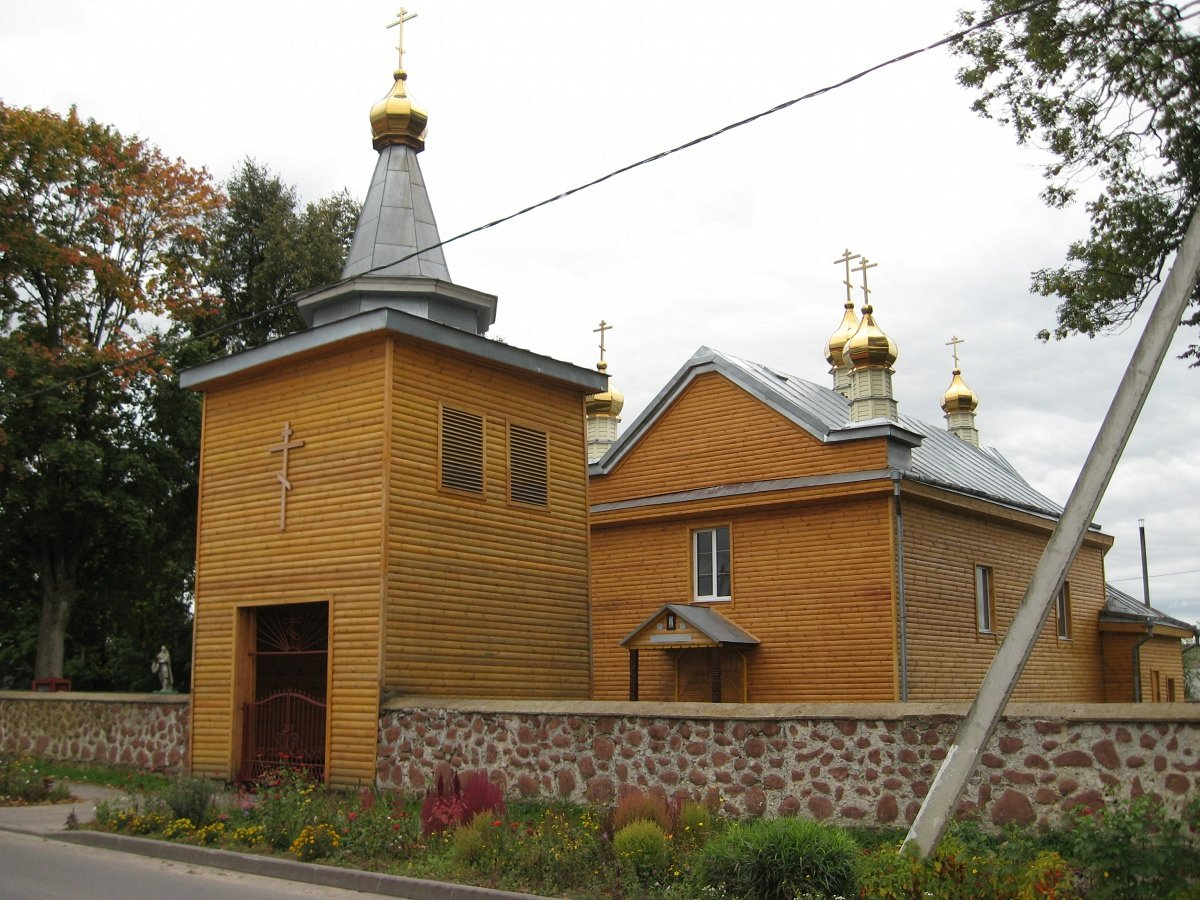
Cerkiew Świętych Apostołów Piotra i Pawła

Traby (biał. Трабы) – wieś (dawniej miasteczko) na Białorusi, w rejonie iwiejskim obwodu grodzieńskiego, centrum administracyjne sielsowietu.
Siedziba parafii prawosławnej (pw. Świętych Apostołów Piotra i Pawła) i rzymskokatolickiej (pw. Narodzenia Najświętszej Maryi Panny).
Miasto królewskie położone było w końcu XVIII wieku w powiecie oszmiańskim województwa wileńskiego. W latach 1921–1939 gmina wiejska należąca do powiatu wołożyńskiego woj. nowogródzkiego.

## Historia
Założycielem Trab był według legendy kniaź litewski Trabus, jeden z synów Romunta. On to wybudował drewniany zamek na wzgórzu. Był bratem Holszy, założyciela pobliskich Holszan, od którego pochodzi ród Holszańskich.
W roku 1410 w Trabach powstał jeden z pierwszych drewnianych kościołów na Litwie. Pod koniec XV wieku Traby były własnością książąt holszańskich. Jednak w latach 1490–1498 znalazły się w rękach Wojciecha Marcinowicza Gasztolda, wnuka księżnej Marii Trabskiej. W 1534 roku przy kościele powstała prywatna szkoła świecka. Ostatnim właścicielem z tej linii był Stanisław Gasztołd mąż Barbary Radziwiłł. W 1543 roku Traby stały się własnością Wielkiego Księstwa Litewskiego i króla polskiego Zygmunta I Starego, który podarował je swojemu synowi Zygmuntowi Augustowi. Tutaj odbywały się królewskie zjazdy, gdzie radzono o polityce kraju, tutaj była królewska rezydencja w zamku.
W 1558 roku Traby były centrum starostwa. Pierwszym starostą był Stanisław Pac. W 1550 roku posiadały 33 dymy w składzie oszmiańskiego powiatu woj. wileńskiego. W 1690 roku należały do E. Szyszki, starosty trabskiego. Później właścicielami byli Frąckiewicze, Zieniewicze, a w 1774 roku należały do Dominika Narbuta. W 1784 roku wybudowano drewnianą cerkiew.
Po rozbiorach od XIX do początku XX wieku miasteczko we włości oszmiańskiej, powiatu guberni wileńskiej. W XIX w. przez Traby przechodziła tzw. Droga Napoleońska - którą podobno Napoleon Bonaparte jechał cofając się z Rosji. W czasie powstania w maju 1831 roku przez Traby przechodził korpus Henryka Dembińskiego z Litwy w kierunku stolicy. W 1885 roku w Trabach stało 57 domów, mieszkało 143 ludzi, w tym 14 szlachty. Stała cerkiew parafialna św. apost. Piotra i Pawła, kościół parafialny, synagoga, kaplica i szkoła.
Po odzyskaniu przez Polskę niepodległości w latach 1921–1939 mieszkańcy Trab zajmowali się garncarstwem, wyrobem pończoch i wełnianych rękawiczek, handlem lnem i lnianym siemieniem. Do miasteczka dochodziła linia autobusowa nr 18 Wilno – Traby, jeden kurs w ciągu dnia, bilet kosztował 7 zł.
Po agresji ZSRR na Polskę w 1939 roku miejscowość znalazła się w granicach BSRR. W latach 1941–1944 była pod okupacją niemiecką. W czasie II wojny światowej AK w gminie Traby miała swoją placówkę. Jedną z większych bitew stoczonych przez partyzantów była Bitwa o Traby. 1 lipca 1944 roku żołnierze z I (ppor. Bartka) z III i VI Batalionu oraz z III Uderzeniowego Batalionu Kadrowego 77 Pułku Piechoty Okręgu Nowogródzkiego AK stoczyli z Niemcami zwycięską bitwę. Zdobyto dużo broni, amunicji oraz różnego sprzętu wojskowego. Niemcy stracili 100 żołnierzy oraz rannych.
Po wojnie miejscowość leżała w BSRR. Od 1991 roku w niepodległej Białorusi.
W roku 1999 w Trabach było 351 domów, żyło 929 ludzi. Znajduje się średnia szkoła, dom kultury, biblioteka, szpital, apteka, restauracja, weterynaria, przedszkole i 5 sklepów.

## Położenie geograficzne
Traby położone są nad rzeką Klewą, dopływem rz. Gawii, leży 55 km na północny wsch. od Lidy. Tutaj zaczyna się Wyżyna Oszmiańska, okoliczny teren to wznosi się to opada.

## Parafia rzymskokatolicka w Trabach i jej męczennicy
W roku 1534 wojewoda wileński Albrecht Gasztold, ufundował nowy drewniany kościół pw. Narodzenia Najświętszej Maryi Panny i tak nazywa się do dziś.
Obecny kościół w stylu neogotyckim budowano w latach 1900–1905. Jego fundatorem był ówczesny proboszcz ks. Paweł Suchocki, a konsekracja kościoła zakończyła się w 1928 roku. Podczas II wojny światowej, w latach 1940–1944, zginęło pięciu kolejnych księży pracujących w parafii.

## Galeria fotograficzna
- fotografie Trab